# ألونسو مارتينيز
ألونسو مارتينيز هو لاعب كرة قدم كوستاريكي في مركز الهجوم، ولد في 15 أكتوبر 1998 في بونتاريناس ‏ في كوستاريكا.

## وصلات خارجية
- ألونسو مارتينيز على موقع الدوري الأمريكي (الإنجليزية)
- ألونسو مارتينيز على موقع إي إس بي إن إف سي (الإنجليزية)
- ألونسو مارتينيز على موقع قاعدة بيانات كرة القدم.إي يو (الإنجليزية)
- ألونسو مارتينيز على موقع ناشيونال فوتبول تيمز (الإنجليزية)
- ألونسو مارتينيز على موقع Soccerway.com (الإنجليزية)
- ألونسو مارتينيز على موقع عالم كرة القدم.نت (الإنجليزية)